# プー棒投げ

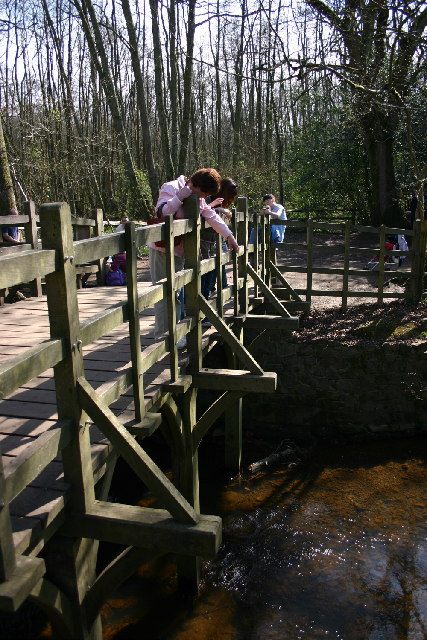
アッシュダウン・フォレストの「プー棒投げ橋」

プー棒投げ（プーぼうなげ、英：Poohsticks）は、A.A.ミルンの児童小説『くまのプーさん』の続編『プー横丁にたった家』に登場する、棒切れを使った遊びである。作中では主人公であるクマのぬいぐるみ・プーが考えついたものとして描かれている。ルールは単純で、下に川が流れている橋さえあれば、あとは棒切れを用意するだけで始めることができる。競技者はそれぞれ自分の棒切れを持ち、それを橋の上から上流側へいっせいに落とす。橋の下を通って下流側に最初に現われた棒切れの持ち主が勝者である。この遊びは作品が著名になったことでよく知られるようになり、1984年からはテムズ川のデイズ閘門で世界プー棒投げ選手権が開かれるようになった。

## 歴史
「プー棒投げ」はA.A.ミルンが息子のクリストファー・ロビン・ミルンのために考案した遊びであった。この遊びは最初に1928年に『くまのプーさん』の続編『プー横丁にたった家』の中の一エピソードとして描かれ、後年ディズニーの翻案アニメーション『プーさんとイーヨーの一日』でも描かれたことで有名になった。物語のなかでは、主人公プーが橋の下にうっかり松ぼっくりを落としたことから「プー棒投げ」を思いつき、クリストファー・ロビン、ピグレット、ティガー、イーヨーなどの仲間を集めてこの遊びに興じる様子が描かれている。
現実においては、この遊びははじめイースト・サセックスの小村アッパー・ハートフィールド近郊のアッシュダウン・フォレストにある橋で行われた。アッシュダウン・フォレストは『くまのプーさん』シリーズの舞台のモデルとなった土地である。1907年に建設され、もともとポッシングフォード・ブリッジ (Posingford Bridge) と呼ばれていたものが、親子がこの遊びに興じたその橋だと考えられている 。もっとも、親子がその橋で遊んだあとに作品に描かれたのか、作品に描かれた後で実際に遊んだのかははっきりしない。ミルンの作品によってこの橋は公衆の興味を引くところとなり、1970年代の末には橋の再建設のためのキャンペーンが敷かれ、その模様はBBCの『Nine O'Clock News』でも取り上げられた。その後、橋はクリストファー・ロビン・ミルンによって再建され公式に「プー棒投げ橋」 (Poohsticks Bridge)に改称された。
この木製の橋は毎年多数の観光客が訪れるようになったために疲弊が懸念され、1999年にはイースト・サセックス州議会によってディズニーに支援要請が行われた。これに対してディズニーは橋の再建設に必要と見積もられていた3万ポンドの資金提供を行った。三度目に再建された橋は近代化されつつも以前の橋のスタイルを維持している。また再建の祝いと資金提供者への感謝を記念したプレートも設置された。「プー棒投げ」はアッシュダウン・フォレストのこの場所で今日に至るまで行われており、アメリカ合衆国や日本などからの外国人観光客をふくめ広く人々を引き寄せている 。ただし、過去に観光客が「プー棒投げ」に使う枝を得るために周囲の木を傷つけることがあったため、今日では観光客に棒切れを持参してくるようにとの注意が行われている。

## ルールと戦略
この遊びは二人以上の競技者によって行われる。伝統的な競技方法では、参加者は各々の持つ棒切れを橋の上流側で同時に落とし、それから橋の反対側に駆け寄る。そして自分の棒切れが最初に現われれば勝者となる。別のルールでは、参加者の間で棒を落とすポイントとゴールラインとを決めておき、棒切れが最初にゴールラインに到達したものが勝者となる。
使用される棒切れは一般に有機的な素材でなければならないと考えられており、とりわけ柳の枝が好ましいとされている。人工的に作成されたものは受け入れられない。参加者はすべてレフェリーの「ドロップ」（落とせ）や「トウィッチ」（動け）などの合図によって同時に棒切れを落とさなければならない。また競技を有利に運ぶために橋を解体したり、棒に推進機を取り付けたりしてはならない。棒切れは（日本語訳では「棒投げ」とされているが）「投げる」のではなく「落とす」のでなければならず、「投げた」とみなされた競技者は失格となる 。
プー棒投げは運が勝敗を左右する遊びだと考えられるが、競技者の技術が関係するのだと主張する者も存在する。主張されている戦略のいくつかは、落とすときの棒の持ち方と、川の流れの最も早い場所を見つけ出すことに関わっている。著述家のベン・ショットは、その3番目の著書『Schott’s Sporting, Gaming and Idling Miscellany』の中で、このゲームに勝つための棒の投げ方を解説しているが、この方法は競技開催者によって「ズル」として退けられている。いずれにせよ橋脚の周囲の渦（時季によっても変化するであろう）は棒切れの通り道を非常に予測しづらいものにしている。
この伝統的な遊戯は映画製作者と脚本家にインスピレーションを与えており、ロブ・モローとクレア・フォラーニが出演した1998年の映画『Into My Heart』や、BBCのホームコメディ『To the Manor Born』のなかで登場したほか、マークス&スペンサーの衣料コマーシャルのなかでも出演者のツイッギーらが興じる遊びとして登場した。その知名度はさらに英国の長寿クイズ番組『University Challenge』の中の設問として登場したことによって強調されることになった。

## 世界プー棒投げ選手権

閘門の管理舎とウィッテンハム橋

プー棒投げは世界プー棒投げ選手権 (World Poohsticks Championships) の開催によってより多くの観衆の前で行われることになった。年に一度、テムズ川沿いにあるドルシャー・オン・テムズ村（オックスフォードシャー）のデイズ閘門にて行われ、外国からの観光客を含む1500人以上の観客を集めている。地元の人間だけでなく、アメリカ合衆国、日本、ケニヤ、オーストリアといった諸外国からの出場者も見られる。この選手権は閘門管理人のリン・デイヴィッドによって、王立救命艇協会 (RNLI) への支援イベントとして1984年に始められた。デイヴィッドはそれまでに、塀の近くから棒切れを投げ入れる人を時おり見かけることがあったので、これをチャリティーイベントにすることを思いついたのである。棒切れを入れた箱と募金箱という準備だけで始まったこのイベントはすぐに年に一度の恒例行事となった。
この選手権のルールでは川の下流の離れた場所にゴールポイントが設定されており、先にそこを通過した棒切れの持ち主が勝者となる 。競技の種類は個人戦と6人一組のチーム戦の二種類である。個人戦では通常、決勝戦にいくまでに3試合を勝ち抜かなければならない。個人戦およびチーム戦の勝者にはそれぞれトロフィーが与えられ、また2位、3位の選手にもより小さいトロフィーが与えられる。この競技は運よりも選手の技術によって勝敗が左右される、という主張の存在に関わらず、個人でもチームでも複数回勝利した例はない。開催日はもとは1月に設定されていたが、1997年度の開催日が非常に寒冷であったため3月に移動された。

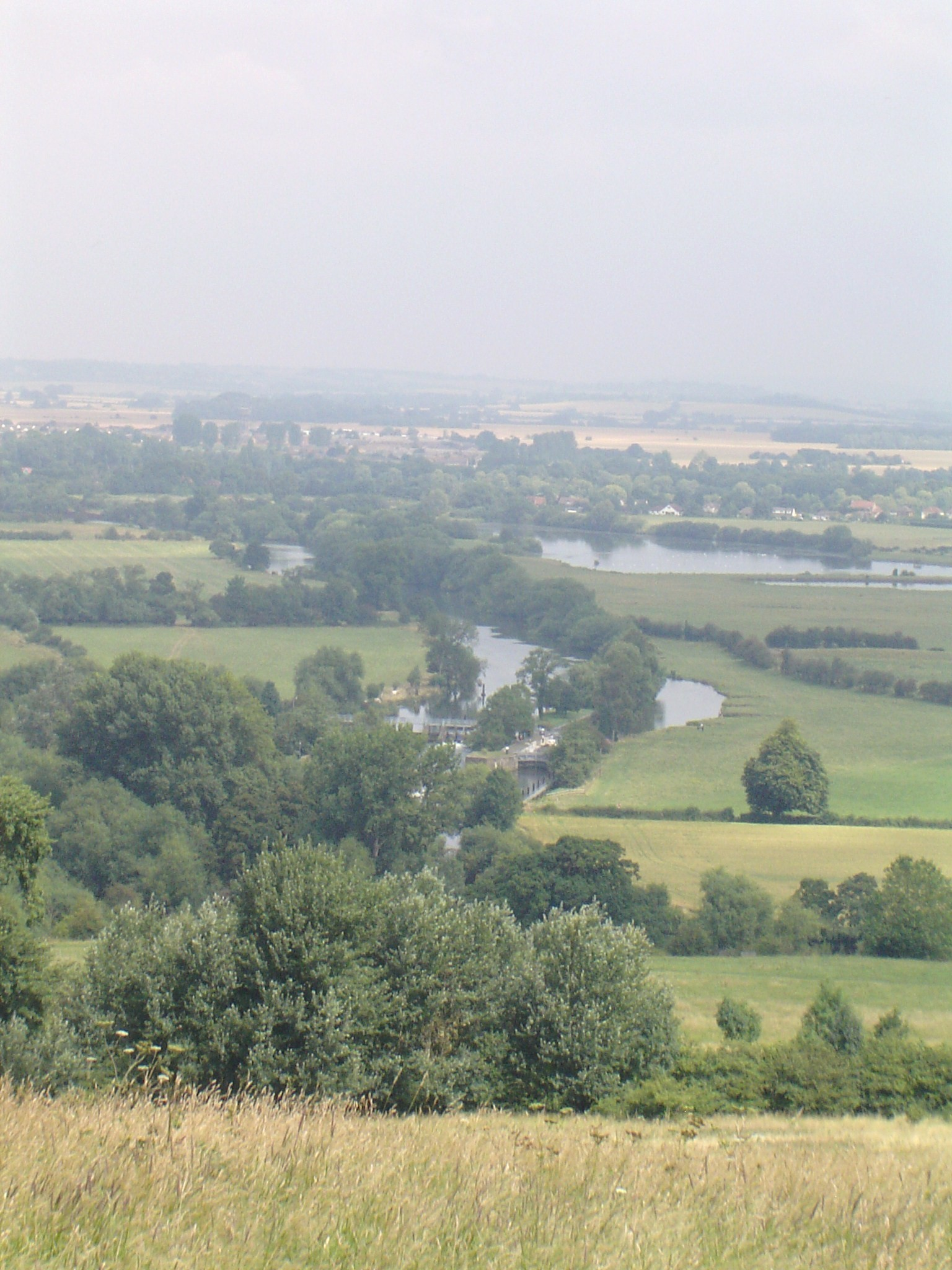
ウィッテンハム・クランプスの丘からのデイズ閘門の眺め（夏季）

この競技は地域的な人気を獲得したことに始まり、やがて海外のメディアからも注目されるようになった。2002年までの間に、世界プー棒投げ選手権はRNLIのために3万ポンドの寄付金を集めている。リン・デイヴィッドが職を退いた後は、オックスフォードシャーのウォーリングフォードを拠点とするロータリークラブが運営を行っており、集められた寄付金はRNLIとロータリークラブのチャリティー企画との間で折半されるようになった。最初の開催から20年たつと、このイベントはさらに人気を増して世界中から観客を集めるようになり、その様子はロシア、日本、チェコのテレビ局でも報道された。さらにイギリスの公式ツーリスト協会ヴィジットブリテンは、プー棒投げを「英国の変り種イベント」集の目玉として扱った。
この選手権は2008年、ロータリークラブが会員の老齢化を理由に準備の困難を訴えたことで存続の危機に見舞われた。シノダンのロータリークラブ会長デイヴィッド・カスウェルはこう述べている「このイベントの準備には多くの重労働が必要だ。我々メンバーの何人かは70歳を超えており、もう年を取りすぎている」。しかしながらオックスフォード・スパイアズのロータリークラブは、この競技の伝統を未来の世代へ保存するためにイベントの運営を続行することを宣言した。オックスフォード・スパイアズの当時の会長リズ・ウィリアムソンは、このイベントは地元の人気イベントであり、英国人の風変わりな気質を世界に示すものとして今後も続けていくべきだと強調している。